# Polyura athamas
Polyura athamas, обыкновенный наваб — вид быстро летающих бабочек, обитающих в тропической Азии. Относится к отряду хараксиновых (раджи и навабы) семейства нимфалид (Nymphalidae).
Встречается в Гималаях от Кашмира до Сиккима, в горах Центральной Индии и Восточных Гатах, Западных Гатах и на юге Индии, на Шри-Ланке, в Ассаме, Качаре, а также в Мьянме, Камбодже и горах Тенассерим в Индонезии. В августе 2016 года особь была замечена и поймана в Палаване, Филиппины.

## Описание

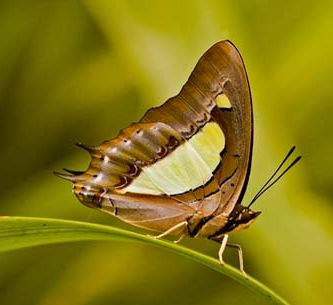

Верхняя часть чёрная. Передние и задние крылья с дисковидным широким поперечным полем от четвёртой жилки на переднем крыле до второй жилки на заднем крыле, умеренно большим пятном в пятом промежутке, крошечной предвершинной точкой за ним в шестом промежутке на переднем крыле и субтерминальным рядом пятен с двумя или тремя пятнами за ними на торнальном углу заднего крыла, бледно-желтыми, иногда с охристым, иногда с зеленоватым оттенком. Дискальная область на переднем крыле почти такая же широкая в третьем промежутке, как и на спинке, на заднем крыле сужается до острой точки на второй жилке на расстоянии двух третей её длины от основания крыла. Хвосты с голубовато-серым оттенком. Нижняя сторона с дисковидной поперечной областью и пятном в пятом промежутке, как на верхней стороне; основание и костальный край переднего крыла до вершины, а также основание и дорсальный край заднего крыла широко лилово-коричневые, на переднем крыле с двумя небольшими чёрными пятнами около основания. Поперечная дисковая область окаймлена с внутренней стороны чёрными линиями, выше проходит широкая шоколадная резная полоса, которая продолжается более узко вдоль внешней стороны дисковой области; за ней на переднем крыле находится вогнутый ряд темных чёрных лунок, на заднем крыле сама полоса пересекается линией бледных лунок; наконец, на заднем крыле имеется субтерминальный ряд белых с чёрными границами пятен, за которыми следует охристо-коричневая линия, а над углом торналя — тонкая поперечная чёрная линия от первой жилки до дорсального края.
Размах крыльев 64-85 мм.

### Вариации
«Вид демонстрирует значительные сезонные изменения, особенно в Южной и Северной Индии … Образцы, полученные в марте и апреле в Северной и Северо-Западной Индии, имеют значительно расширенную дисковую полосу и бледную нижнюю сторону, в то время как особи, летающие в мае и июне, имеют более узкую полосу, а те, которые встречаются в Сиккиме с августа по ноябрь, имеют её самую узкую. В Южной Индии есть две хорошо различаемые формы, одна из которых соответствует весенней форме Северной Индии, но с менее широкой полосой и представляет собой, скорее всего, выводок сухого сезона, соответственно, форму, которая обитает в засушливых районах, а вторая имеет более узкую полосу и более яркую нижнюю сторону. В Бирме встречаются также широкополосные, бледные образцы, помимо узкополосных… Различия, проявляемые бледными и узкополосными формами, часто рассматривались как имеющие особую ценность; например, бледная южноиндийская форма была описана как E. agrarius, в то время как более тёмная форма упоминается как E. samatha ; североиндийская весенняя форма обозначена как E. hamasta, форма с мая по июнь как E. bharata, а летняя форма как E. athamas … Поскольку вид настолько восприимчив к климатическим различиям, … особи, пойманные в одном и том же месяце в одной и той же местности, но в разные годы, не всегда идентичны по ширине полосы, и кроме того, в разных местностях одной и той же страны можно встретить несколько отличающиеся формы athamas в один год и идентичные формы в другой год. Это следует иметь в виду при работе с особями athamas из определённой страны».
«Господа Ротшильд и Джордан в своей монографии о Charaxes и родственных им родах Prionopterous разделяют формы athamas (тогда помещенные в род Eulepis), встречающиеся в нашей округе, на два подвида — (1) E. athamas athamas, северная и восточная разновидность, с тремя сезонными формами; и (2) E. athamas agrarius, южноиндийская и цейлонская разновидность, с двумя сезонными формами. Различия между подвидами, по-видимому, недостаточны, чтобы сделать необходимыми подробные описания в настоящей работе. Однако, следуя за господами Ротшильдом и Джорданом, я с большим сомнением держу следующую форму отдельно от athamas, от которого она, возможно, является только диморфом».
C. & R. Felder описали Charaxes bharata, который впоследствии считался синонимом этого вида, в 1867 году. Молекулярно-филогенетическая работа (Toussaint et al . 2015) предполагает, что это отдельный вид.

### Гусеница

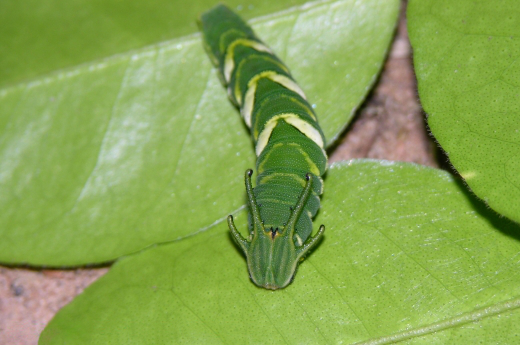
Гусеница

«Удлинённые, слизневидные, темно-зелёные; голова большая, широкая и увенчанная четырьмя расходящимися изогнутыми мясистыми шипами; анальный сегмент с двумя короткими голыми конечными точками; сегменты с косой желтовато-белой боковой полосой, наиболее заметной на 7-м, 9-м и 11-м сегментах, а под ними нижний ряд маленьких белых пятен» (Moore). Гусеницы известны как «драконоголовые гусеницы» из-за формы «рогов».

### Куколка

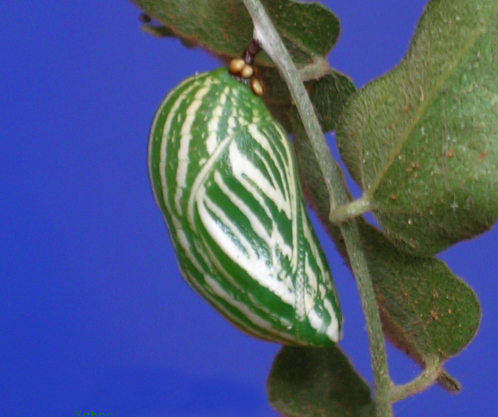
Куколка

«Толстая, цилиндрически-овальная; зелёная с белыми прожилками; спина и грудь выпуклые; голова широкая, усечённая, тупо заостренная спереди» (Moore).

## Экология

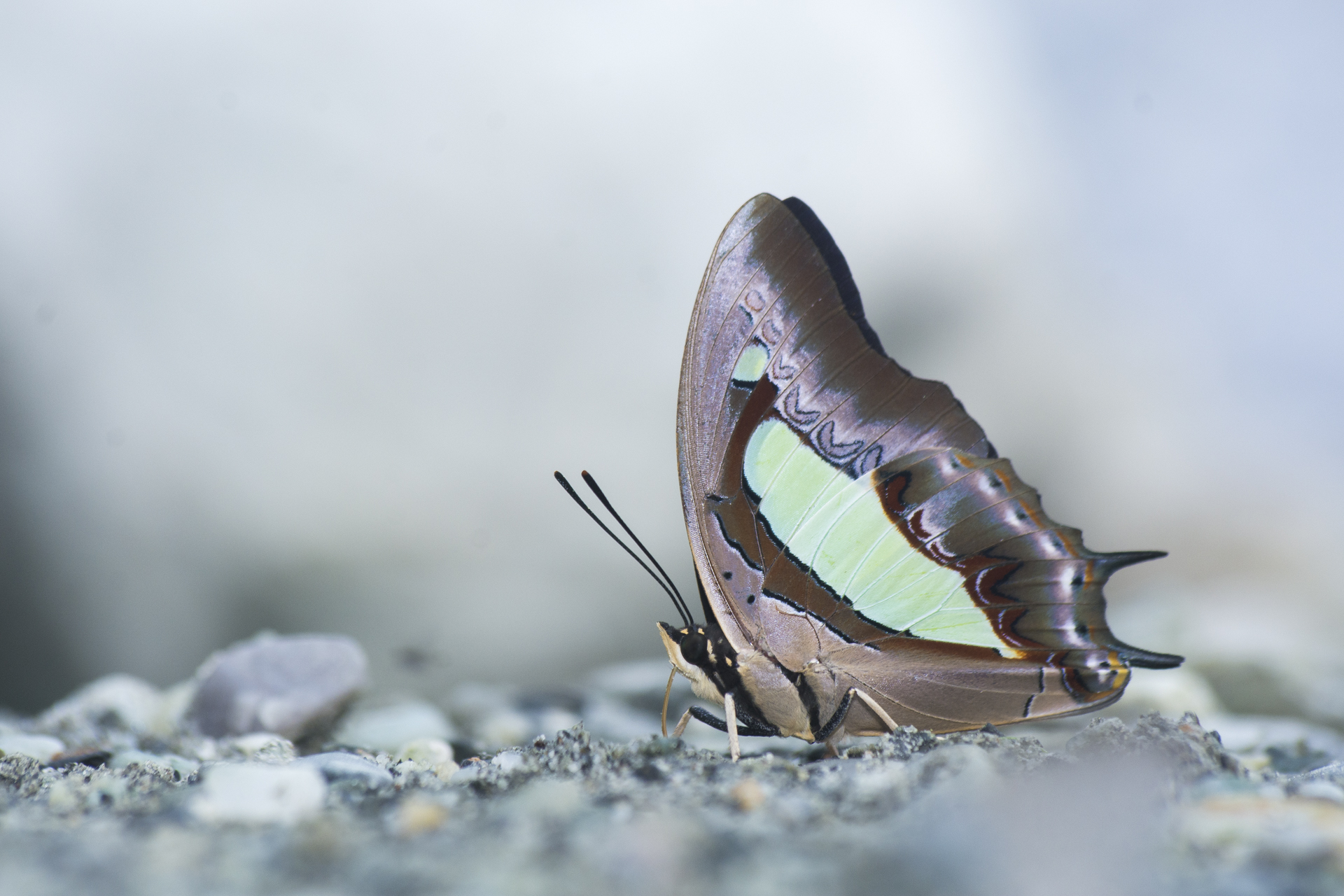
В тигровом заповеднике Букса.

Яйца откладывают на различные виды растений семейства бобовых. К ним относятся акации, такие как A. caesia, A. catechu и A. farnesiana, Adenanthera pavonina, виды Albizia, такие как A. chinensis, A. corniculata, A. julibrissin и A. lebbeck, виды Caesalpinia, такие как C. bonduc, C. major и C. regia, Delonix regia, виды Grewia, Leucaena leucocephala, Peltophorum pterocarpum, Pithecellobium clypearia и Pithecellobium dulce.
По крайней мере на Борнео, а возможно и в других местах, взрослые особи обычно не пьют жидкости из падали или старых фруктов.